# 安徒生剧场
安徒生剧场，是位于北京市东城区菊儿胡同甲14号的一座剧场，专门上演儿童剧。

## 简介
该剧场的前身是位于东城区交道口南大街路西的后圆恩寺胡同的“圆恩寺影剧院”。1956年，北京市文化局接管了共青团中央团校礼堂，在礼堂内增添了剧场设施，命名为“圆恩寺影剧院”，有33排共1138个座位。安徒生剧场坐落于安静的胡同深处，夹在菊儿胡同和后圆恩寺胡同之间。这里能容纳350人，因为最初设计更多为儿童服务，因而进剧场的瞬间仿佛倒转数年，颇有回到童年的感觉。这里有近距离的舞台、宽大的交流平台，观众随时都可以走上台互动，适合即兴表演戏剧。
1999年，由中共北京市委、北京市人民政府、北京市文化局、北京市教育委员会共同投资兴建的“北京七色光儿童剧院”正式竣工，并于1999年3月7日投入使用。该剧院是在“圆恩寺影剧院”的基础上重建的，将前门改开在菊儿胡同甲14号。该剧院建成后，成为北京市儿童艺术剧团的专用剧场。剧场以上演儿童剧为主，放电影为辅，也可供其他演出及文化交流活动使用。剧院首演的剧目是由乔羽创作，林荫宇改编、执导的中国民间故事剧《门闩、门鼻、笤帚》。2004年1月16日，北京儿童艺术剧院股份有限公司在位于菊儿胡同的北京七色光儿童剧院揭牌成立，其前身为成立于1986年的北京市儿童艺术剧团。
2007年4月8日，北京七色光儿童剧院挂牌更名为“安徒生剧场”。当日，由广西话剧团、广西木偶剧团、西安儿童剧院、济南儿童艺术剧院、辽宁人民艺术剧院、北京儿童艺术剧院股份有限公司一起组建的500人“安徒生剧团”宣告成立。 “安徒生剧团”自当日开始在北京城区设立多个报名点，为演出儿童剧《安徒生》而组建的“安徒生剧团”选拔小演员。儿童剧《安徒生》将于2007年6月1日、2日、3日在北京的世纪剧院、长安大戏院、民族文化宫大剧院、海淀剧院、天桥剧场这五个剧场同时上演共30场。